# Crataegus mollis
Espèce
Crataegus mollis, l’Aubépine duveteuse, est une espèce de plantes à fleurs de la famille des Rosaceae originaire d'Amérique du Nord. 

## Description

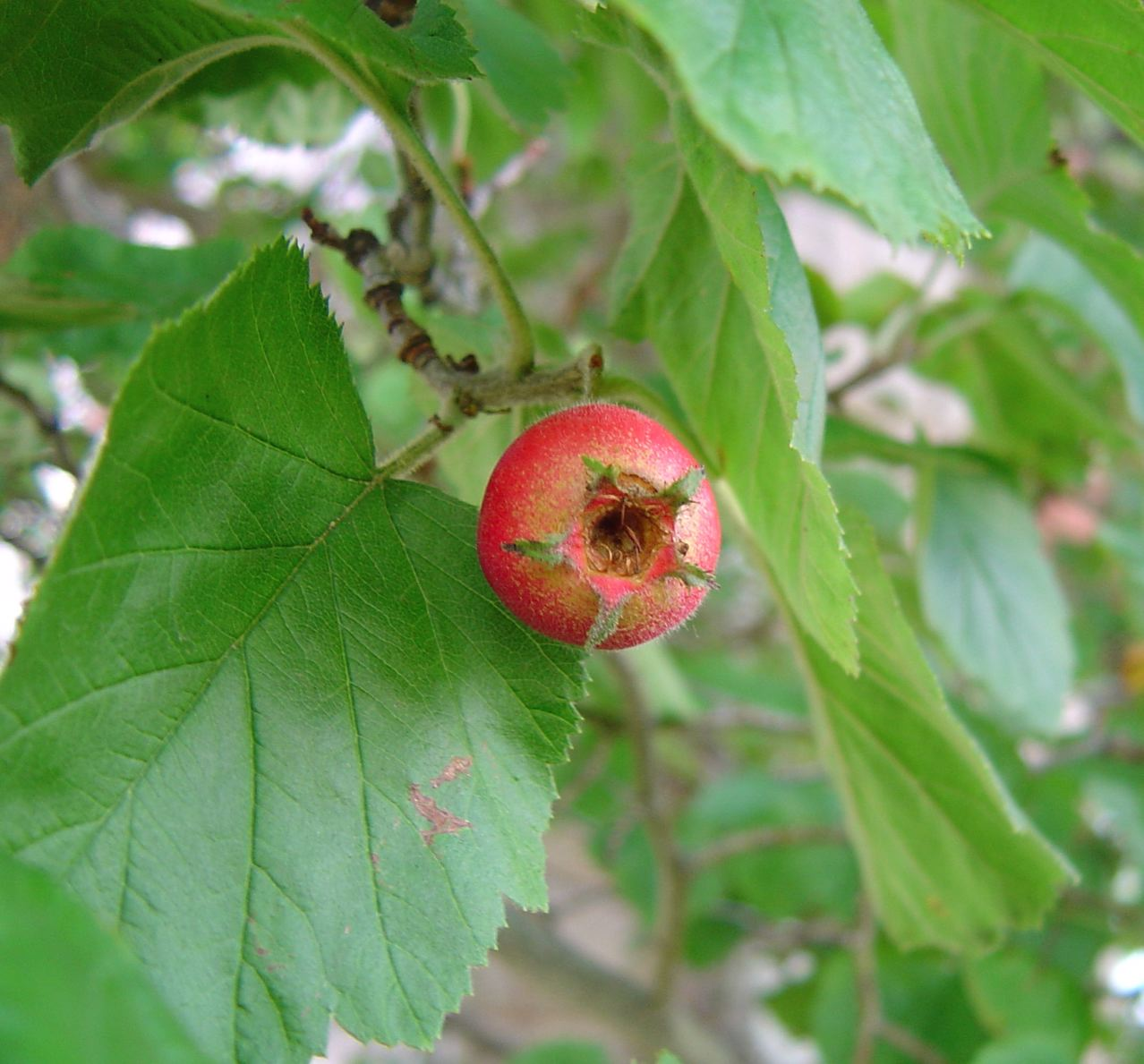
Fruit.

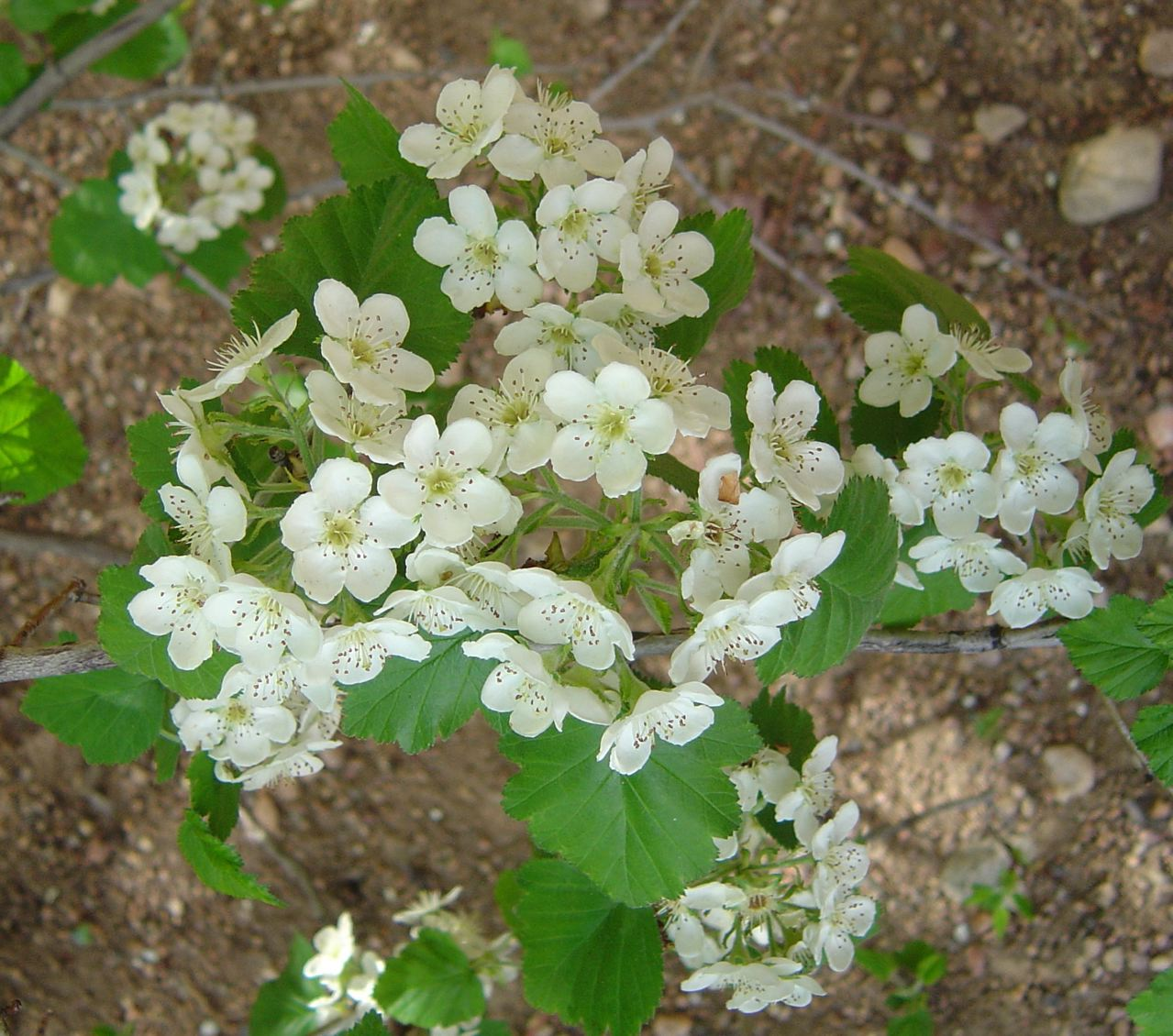
Fleurs.

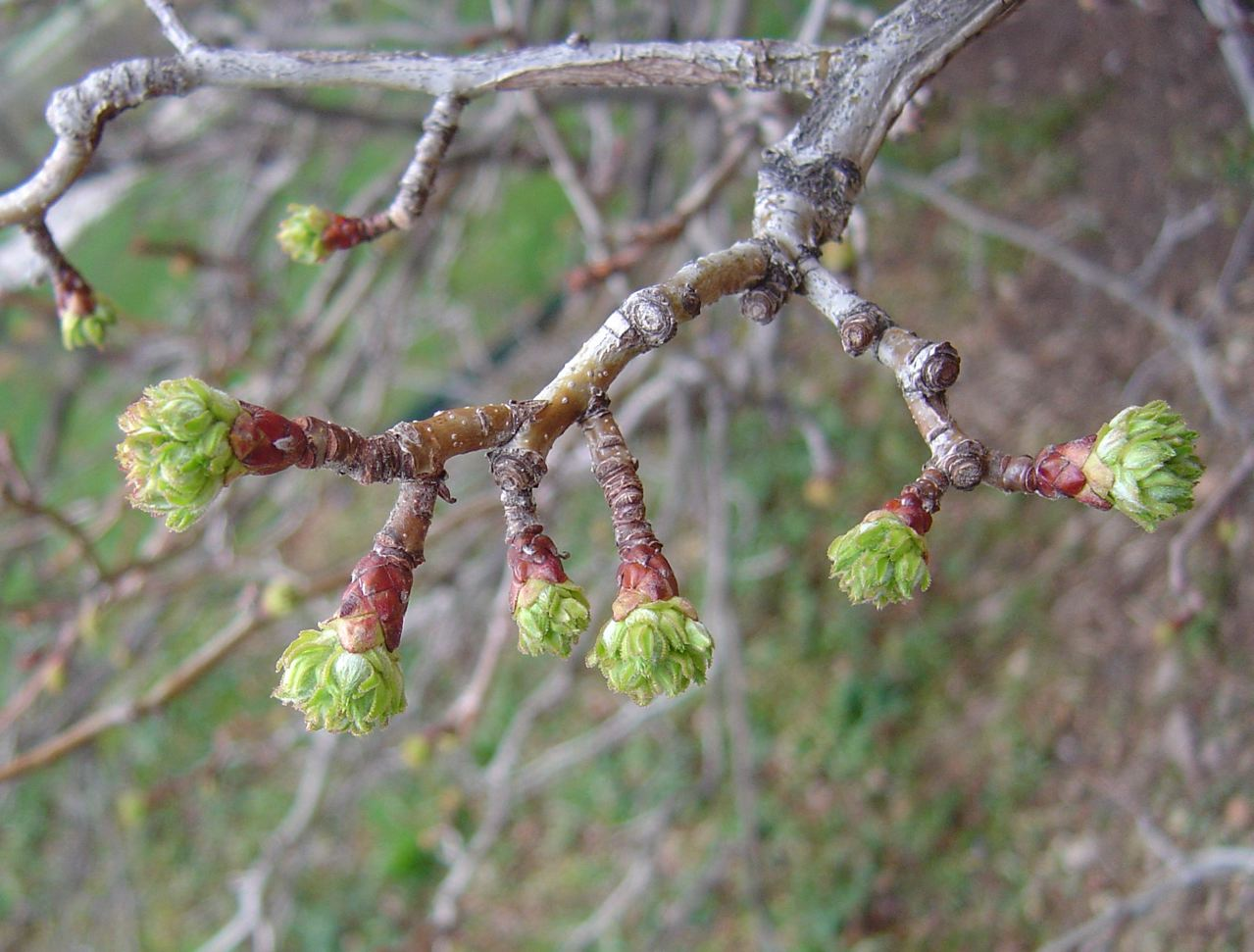
Bourgeons

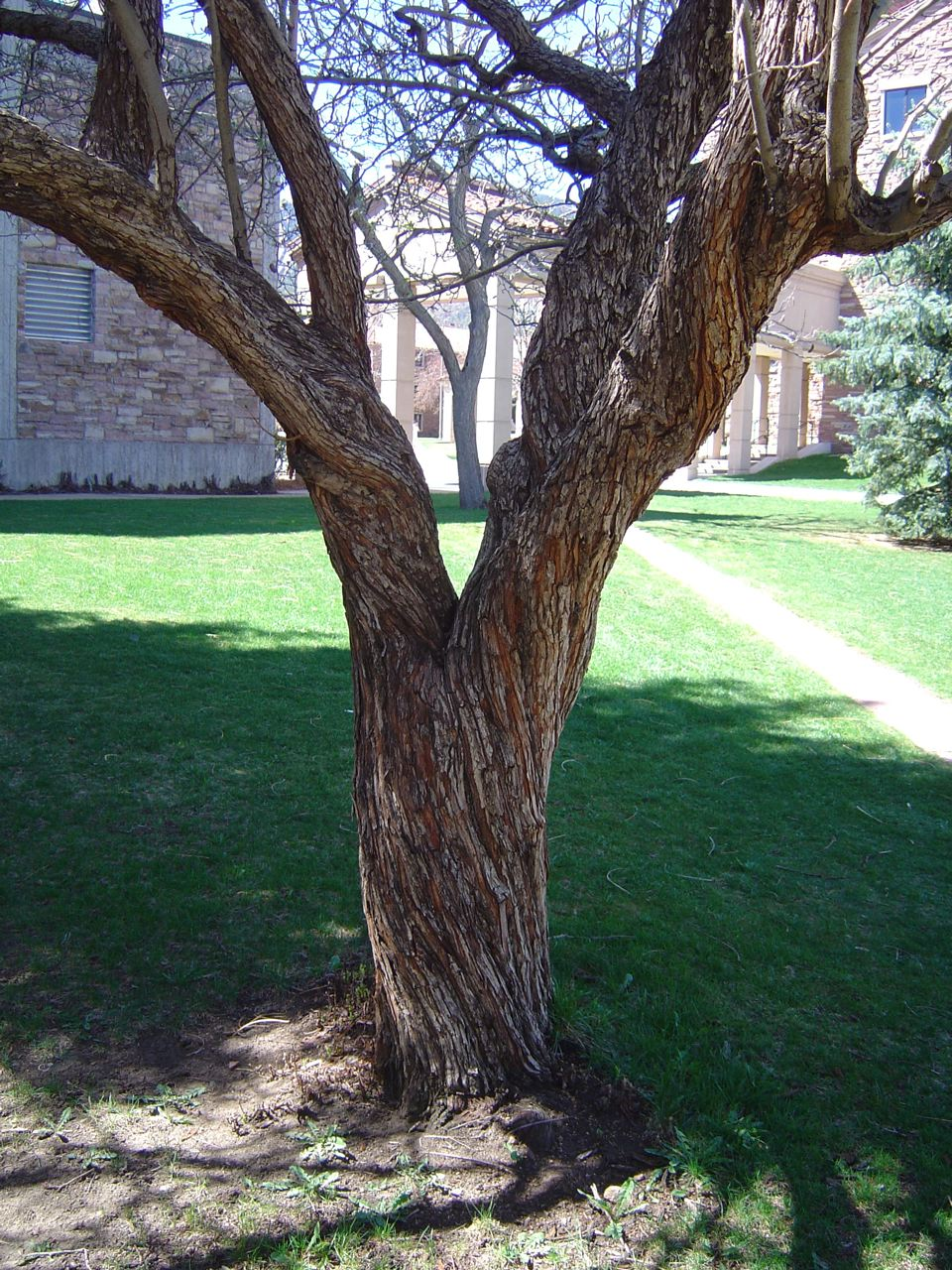
Tronc

### Appareil végétatif
Crataegus mollis peut prend la forme d’un buisson, d'un arbuste ou d’un arbre ; elle peut atteindre 10 m de hauteur. Son tronc, souvent tortueux porte une cime généralement basse.
Les feuilles, caduques, sont simples et ont une disposition alterne. Elles sont portées par un pétiole présentant à sa base deux stipules dentées. Les feuilles mesurent de 4 à 8 cm de long. Elles portent un duvet et leur bordure, très légèrement lobée, est doublement dentée.
Les bourgeons, d'un brun rougeâtre luisant, sont recouverts de 5 à 10 écailles. Les bourgeons axillaires sont légèrement plus petits que les bourgeons terminaux, et contrairement à ces derniers, ils se présentent assez souvent par groupe de 2 ou 3, avec un d'entre eux qui pourra donner une épine.
Les rameaux sont de deux sortes : soit de longues pousses portant feuilles et épines, ces dernières étant lisses et luisantes, dures et acérées, longues de 2 à 6 cm, soit des pousses courtes pouvant porter feuilles et fleurs (puis fruits). Ces rameaux ont une couleur variable, grise ou brun-orangé.
Le bois est dur et peut être utilisé pour la sculpture ou le travail au tour à bois.

### Appareil reproducteur
Les fleurs apparaissent à la fin du printemps, en même temps que les feuilles. Les inflorescences sont des grappes aplaties qui se forment à l’extrémité des pousses courtes. Les fleurs sont blanches ou rosées et dégagent une odeur douce mais assez désagréable. Chaque fleur présente 5 sépales verdâtres, 5 pétales blancs ou parfois rosés, de 5 à 25 étamines et de 1 à 5 pistils.
Les fruits sont des baies comestibles, presque sphériques et peu charnues. De couleur rouge, ils mesurent de 10 à 12 mm de largeur et contiennent de 1 à 5 graines. Ils persistent généralement sur l'arbre durant l'hiver.

## Répartition et habitat
Cette aubépine est présente en Amérique du Nord.
Elle préfère les sols riches en calcium et les sites bien exposés à la lumière. On la trouve par exemple dans des friches, sur le bord de cours d’eau ou dans des clairières.

## Taxinomie et systématique

### Histoire du taxon
Cette espèce a été scientifiquement décrite pour la première fois en 1840 par les botanistes américains John Torrey et Asa Gray dans leur ouvrage A Flora of North America. Il pensait alors qu'il s'agissait d'une variété d’une autre espèce d’aubépine et l'ont nommée Crataegus coccinea var. mollis. En 1848, le botaniste allemand George Heinrich Adolf Scheele lui accorde le statut d’espèce dans la revue Linnaea. En 1918, Joël Lunell propose  dans la revue American Midland Naturalist de transférer l'espèce dans un autre genre, sous le nom Oxyacantha mollis, mais cette proposition n'a pas été retenue. 

### Liste des variétés
Selon Catalogue of Life (3 nov. 2012) :
- variété Crataegus mollis var. champlainensis
- variété Crataegus mollis var. ellwangeriana
- variété Crataegus mollis var. incisifolia
- variété Crataegus mollis var. mollis
- variété Crataegus mollis var. tiliifolia